# Emsko i etsko znanje
Pojam emskog i etskog odnosi se na dva različita koncepta u antropološkim istraživanjima koji se tiču tumačenja određene kulture. Termin prvi put upotrebljava američki jezikoslovac Kenneth Pike, začetnik tagmemske analize.
- emski pristup (gledanje kulture "iznutra") je analiza kulture koja iznosi koncepte koji su značajni i razumljivi samo pripadnicima promatrane kulture. To je viđenje kulture samih aktera te kulture, a dobiva se preciznim izvještajem antropologa.
- etski pristup (gledanje kulture "izvana") je pogled na kulturu iz perspektive promatrača, tj. antropologa. To su opisi analize koji su izloženi pomoću konceptualnih shema koje znanstvenici smatraju značajnim i odgovarajućim neovisno o tome da li se podudaraju s mišljenjem promatrane zajednice (domorodaca). Ovaj pogled je kulturno neutralan.

Znanstvenik će upotrijebiti emski pristup ako želi shvatiti lokalna pravila ponašanja, običaje i simbole pri terenskom istraživanju. Ako želi izložiti komparativne analize i općevažeće teze, poslužit će se etskim pristupom. Za emski pristup se zalažu Malinowski, Lévi-Strauss, Turner, Geertz itd., a za etski Marvin Harris.